# Diócesis de Chilaw
La diócesis de Chilaw (en latín: Dioecesis Chilaven(sis), en inglés: Roman Catholic Diocese of Chilaw y en cingalés: சிலாபம் மறைமாவட்டம்) es una circunscripción eclesiástica latina de la Iglesia católica en Sri Lanka, sufragánea de la arquidiócesis de Colombo. La diócesis es sede vacante desde el 9 de octubre de 2021. 

## Territorio y organización

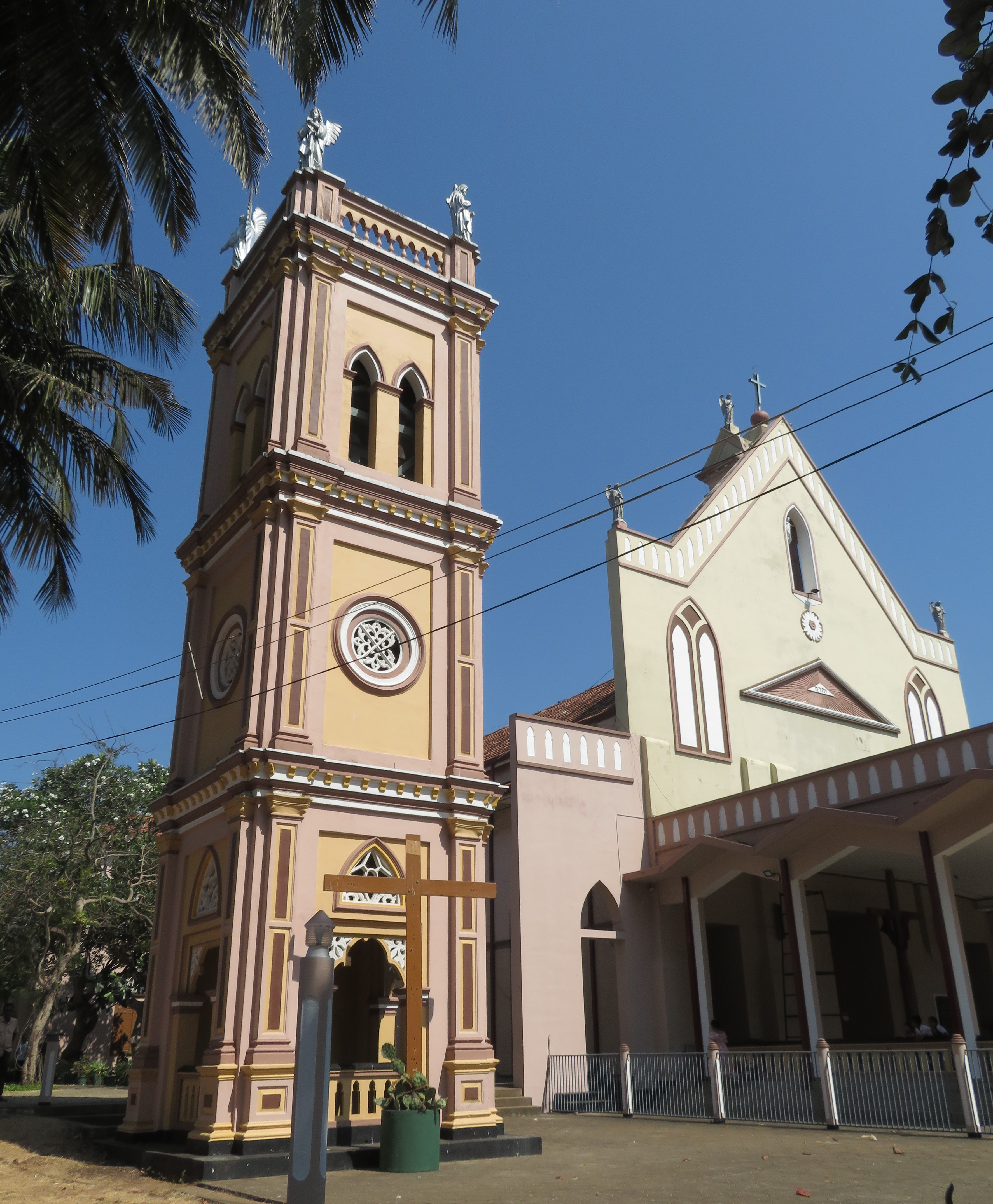
Catedral de Santa María, Chilaw

La diócesis tiene 2076 km² y extiende su jurisdicción sobre los fieles católicos de rito latino residentes en el distrito de Puttalam en la provincia Noroeste.
La sede de la diócesis se encuentra en la ciudad de Chilaw, en donde se halla la Catedral de Santa María.
En 2021 en la diócesis existían 49 parroquias.

## Historia
La diócesis fue erigida el 5 de enero de 1939 con la bula Ad catholicum nomen del papa Pío XI, obteniendo el territorio de la arquidiócesis de Colombo.
El 15 de marzo de 1987 cedió una parte de su territorio para la erección de la diócesis de Kurunegala .

## Estadísticas
De acuerdo al Anuario Pontificio 2022 la diócesis tenía a fines de 2021 un total de 309 026 fieles bautizados.
| Año                                                                             | Población            | Población | Población      | Sacerdotes | Sacerdotes    | Sacerdotes    | Bautizados por sacerdote | Diáconos permanentes | Religiosos | Religiosos | Parroquias |
| Año                                                                             | Bautizados católicos | Total     | % de católicos | Total      | Clero secular | Clero regular | Bautizados por sacerdote | Diáconos permanentes | Varones    | Mujeres    | Parroquias |
| ------------------------------------------------------------------------------- | -------------------- | --------- | -------------- | ---------- | ------------- | ------------- | ------------------------ | -------------------- | ---------- | ---------- | ---------- |
| 1950                                                                            | 106 343              | 667 361   | 15.9           | 48         | 43            | 5             | 2215                     |                      | 33         | 158        | 29         |
| 1969                                                                            | 189 689              | 1 156 367 | 16.4           | 83         | 71            | 12            | 2285                     |                      | 35         | 262        | 41         |
| 1980                                                                            | 216 878              | 1 679 000 | 12.9           | 81         | 71            | 10            | 2677                     |                      | 28         | 232        | 51         |
| 1990                                                                            | 203 095              | 597 000   | 34.0           | 68         | 57            | 11            | 2986                     |                      | 35         | 216        | 35         |
| 1999                                                                            | 228 295              | 668 165   | 34.2           | 87         | 76            | 11            | 2624                     |                      | 30         | 229        | 40         |
| 2000                                                                            | 230 473              | 676 498   | 34.1           | 84         | 74            | 10            | 2743                     |                      | 29         | 233        | 40         |
| 2001                                                                            | 231 529              | 680 674   | 34.0           | 82         | 72            | 10            | 2823                     |                      | 27         | 239        | 40         |
| 2002                                                                            | 232 825              | 684 103   | 34.0           | 80         | 72            | 8             | 2910                     |                      | 26         | 232        | 42         |
| 2003                                                                            | 233 187              | 679 575   | 34.3           | 76         | 64            | 12            | 3068                     |                      | 27         | 223        | 43         |
| 2004                                                                            | 231 205              | 679 113   | 34.0           | 75         | 63            | 12            | 3082                     |                      | 27         | 222        | 44         |
| 2006                                                                            | 233 708              | 686 350   | 34.1           | 85         | 71            | 14            | 2749                     |                      | 57         | 183        | 44         |
| 2013                                                                            | 272 692              | 788 000   | 34.6           | 119        | 104           | 15            | 2291                     |                      | 29         | 190        | 44         |
| 2016                                                                            | 284 150              | 835 000   | 34.0           | 142        | 120           | 22            | 2001                     |                      | 33         | 202        | 48         |
| 2019                                                                            | 296 850              | 885 600   | 33.5           | 138        | 114           | 24            | 2151                     |                      | 34         | 195        | 49         |
| 2021                                                                            | 309 026              | 926 728   | 33.3           | 140        | 115           | 25            | 2207                     |                      | 36         | 194        | 49         |
| Fuente: Catholic-Hierarchy, que a su vez toma los datos del Anuario Pontificio. |                      |           |                |            |               |               |                          |                      |            |            |            |

## Episcopologio
- Louis Perera, O.M.I. † (5 de enero de 1939-8 de abril de 1939 falleció)
- Edmund Peiris, O.M.I. † (12 de enero de 1940-27 de diciembre de 1972 renunció)
- Frank Marcus Fernando † (27 de diciembre de 1972 por sucesión-19 de octubre de 2006 retirado)
- Warnakulasurya Wadumestrige Devasritha Valence Mendis (19 de octubre de 2006 por sucesión-9 de octubre de 2021 nombrado obispo de Kandy)
  - Warnakulasurya Wadumestrige Devasritha Valence Mendis, desde el 9 de octubre de 2021 (administrador apostólico)